# Český bratr

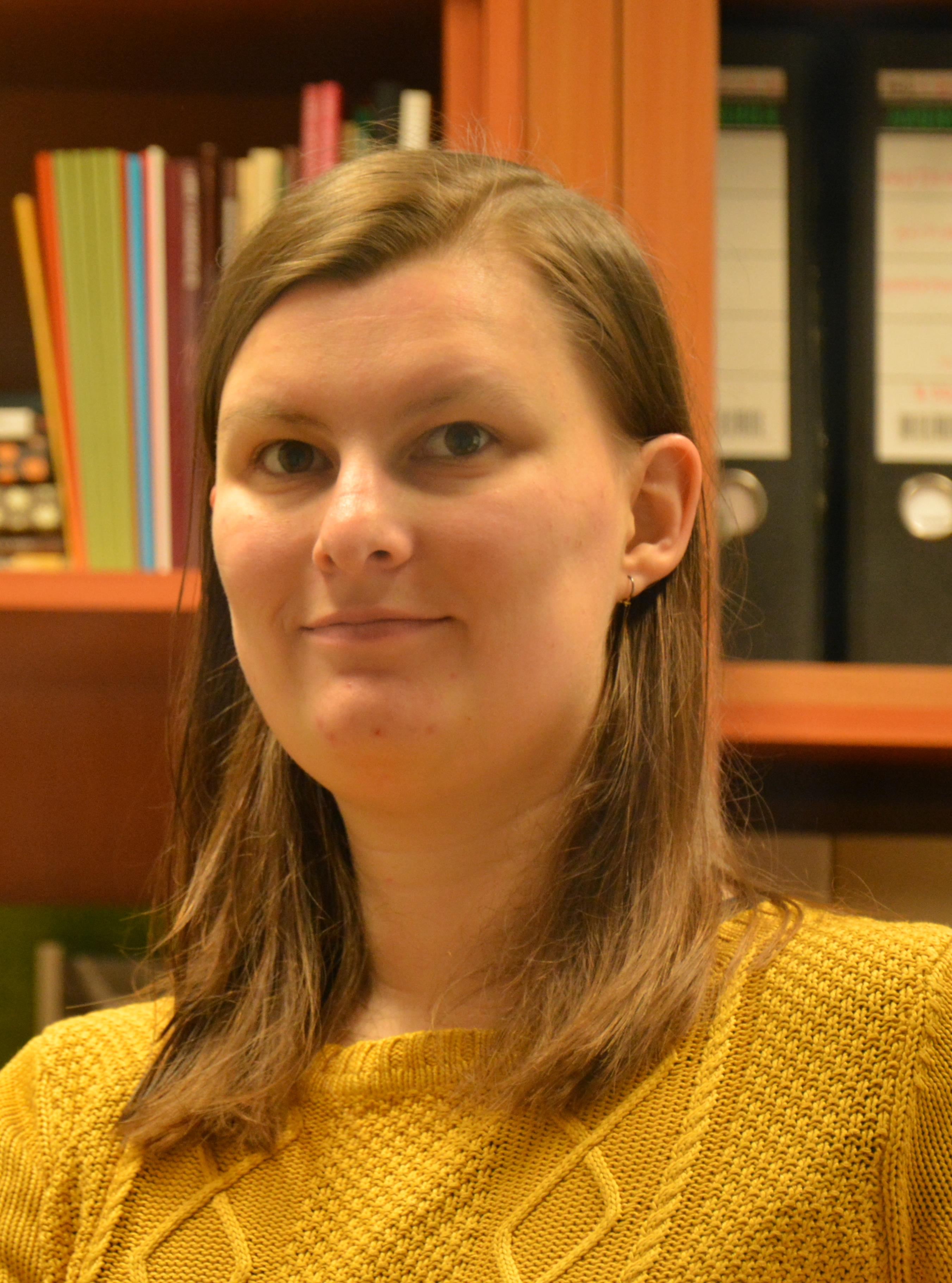
Adéla Rozbořilová, šéfredaktorka časopisu od roku 2020

Český bratr (familiárně označovaný též Brácha, Bruder) je časopis Českobratrské církve evangelické. Vychází dvanáctkrát do roka. Jednou ročně, obvykle v červenci, vychází jako dvojčíslo s větším počtem stran. Standardně má 44–48 stran. Zabývá se zejména děním v evangelickém prostředí, sleduje ale i významné zprávy z mimocírkevního kontextu. Kromě reportáží, rozhovorů a úvahových textů zveřejňuje také recenze nově vydaných knih s duchovní tematikou.
Jeho založení v roce 1924 synodním výborem ČCE bylo odpovědí na opakovaně vyjadřovanou potřebu vlastního církevního časopisu českých evangelíků. Stejnojmenný časopis, který 1. ledna 1886 začal v Praze vydávat člen reformované církve helvetského vyznání Jan Hrozný v ceně 1,5 zlatých, však s tímto církevním periodikem nemá nic společného. Vydávání časopisu B. Hrozného bylo zastaveno v červenci 1915 a předtím do jeho obsahu zasahovala státní cenzura.[zdroj?]
Volně přístupný archiv časopisu na oficiálních stránkách ve formátu PDF obsahuje čísla od roku 2011. Čísla 1927–2015 jsou volně přístupná přes digitalniknihovna.cz, kde je zpřístupnila Moravská zemská knihovna.
V roce 2024 při příležitosti 100. výročí založení časopisu vyšlo speciální číslo, shrnující historii časopisu, ale také pohled do současnosti, např. pohled do zákulisí či rozhovor se současnou šéfredaktorkou. Redakce připravila také dedikovaný web, který obsahuje další zajímavosti spojené s časopisem. 

## Historie

#### Vedení časopisu (po r. 1989):[3]
- Jaroslav Vetter (1986-1991)
- Zdeněk Susa (1991–1993)
- Lydie Roskovcová (1994–2002)
- Jan Mamula (2003–2009)
- Tomáš Pavelka (2009–2010)
- Daniela Ženatá (2010–2020)
- Adéla Rozbořilová (2020–současnost)

## Autoři
Časopis má kromě šéfredaktora a samostatného redaktora také stálou redakční radu, která má přibližně 10 členů. Jmenuje ji synodní rada na návrh šéfredaktora, funkční období není omezené. Do autorského milieu patří dále mnoho externích přispěvatelů, mezi nimiž jsou významní teologové (např. Tomáš Halík, Jan Štefan, Petr Sláma, Miloš Rejchrt, ad.) odborníci (např. literární historik Martin C. Putna, historik a teolog Martin Vaňáč, psycholožka Bohumila Baštecká, sémiotik Josef Šlerka) i laici. Přispívají také členové jiných církví či lidé mimo církevní okruh.

## Sbírka kázání

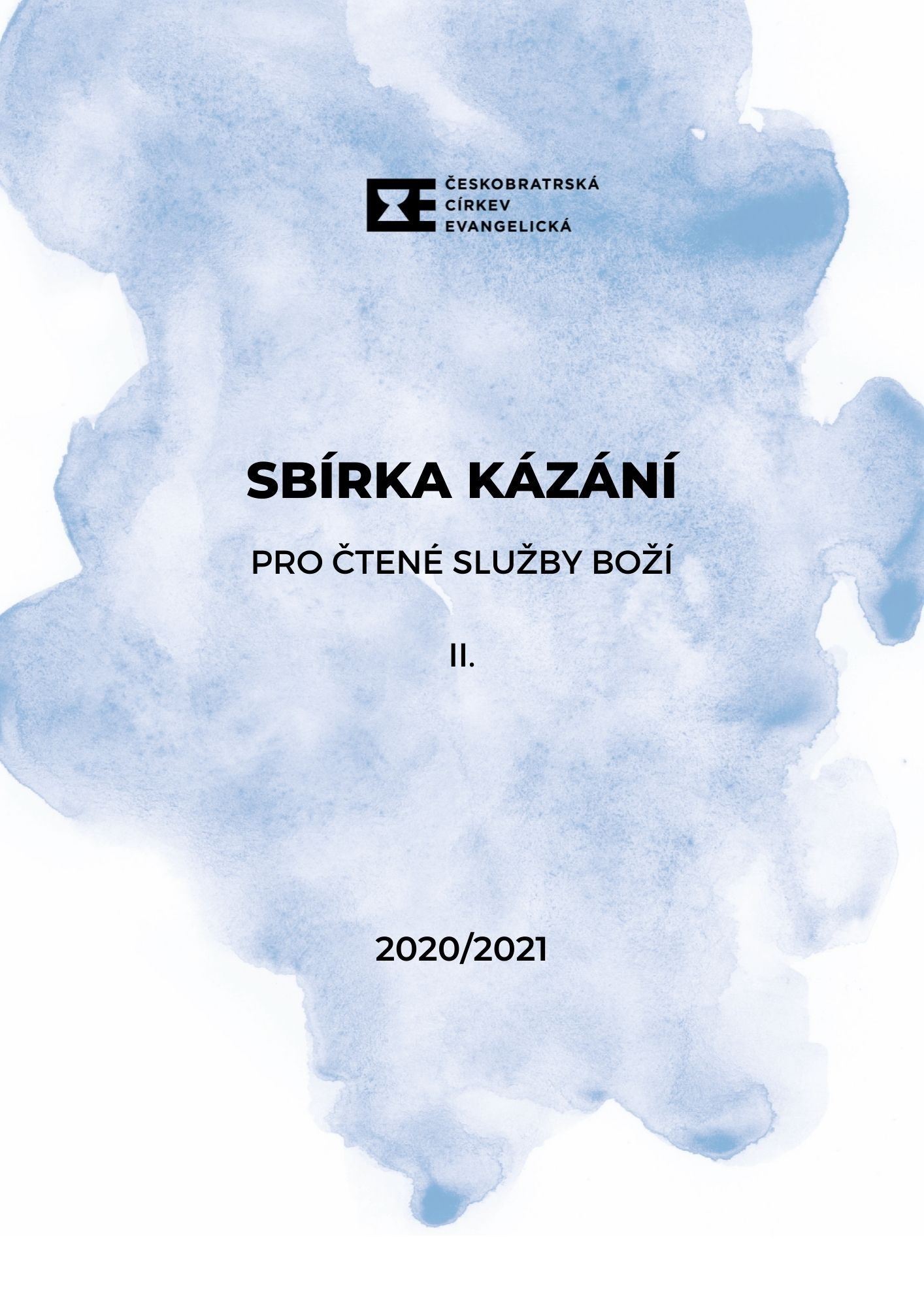
Aktuální podoba obálky Sbírky kázání

Redakce vydává Sbírku kázání pro čtené služby boží (ISSN 0231-7419), vycházející dvakrát do roka, kterou je třeba objednat zvlášť. Obsahuje homiletické texty sloužící jako pomůcka pro tzv. čtené bohoslužby (vedené pověřeným laikem). Na podzim 2020 došlo k revitalizaci Sbírky kázání. Získala novou redakční radu, změnil se také formát (větší A4 místo dosavadní A5) i grafické zpracování.